# Smith-Blindmull
Der Smith-Blindmull (Eospalax smithii) ist eine vergleichsweise große Nagetierart innerhalb der Blindmulle (Myospalacinae). Er kommt endemisch in der zentralen Volksrepublik China vor.

## Merkmale
Der Smith-Blindmull erreicht eine Kopf-Rumpf-Länge von 16,5 bis 22,5 Zentimetern bei einem Gewicht von etwa 180 bis 460 Gramm. Der Schwanz ist mit 3,4 bis 3,9 Zentimetern Länge sehr kurz. Die Hinterfußlänge beträgt 25 bis 33 Millimeter. Das Rückenfell ist dunkelbraun mit leicht zimtfarbenen Haarspitzen. Die Bauchseite ist graubraun mit zimtfarbenem Einschlag. Der Hinterkopf ist dunkelgrau bis glänzend schwarz, um die Ohren ist die Färbung dunkelbraun. Die Vibrissen sind schwarz und weiß und die Tiere können einen weißen Stirnfleck (Blesse) besitzen.
Der Schädel besitzt keinen vorstehenden knöchernen Augenring, die Interorbitalregion ist schmaler als bei verwandten Arten. Das vordere Ende der Nasenbeine ist flach und nicht eingekerbt.

## Verbreitung
Der Smith-Blindmull kommt endemisch in der Volksrepublik China vor. Das Verbreitungsgebiet umfasst Teile des zentralen Chinas in Ningxia, dem westlichen Shaanxi, Gansu und den Norden von Sichuan.

## Lebensweise
Der Smith-Blindmull lebt in Steppengebieten und offenen Flächen, Wiesen und auch in landwirtschaftlich genutzten Flächen. Die Tiere ernähren sich herbivor vor allem von Gräsern. Sie leben in sehr weichen Böden und legen komplexe unterirdische Baue mit Lagerräumen an.
Die Fortpflanzungsphase beginnt im Mai und die Weibchen gebären zwei Würfe zwischen Mai und September, vor allem im Juni und Juli, mit durchschnittlich jeweils zwei bis vier und maximal acht Jungtieren.

## Systematik
Der Smith-Blindmull wird als eigenständige Art innerhalb der Blindmulle in die Gattung Eospalax eingeordnet, die aus drei Arten besteht. Die wissenschaftliche Erstbeschreibung stammt von Oldfield Thomas aus dem Jahr 1911 anhand eines Individuums aus Gansu. Benannt wurde die Art nach J. A. C Smith, der einer Expedition nach Ostasien angehörte. Teilweise wurden alle Arten der Gattung Eospalax in die Gattung Myopalax eingeordnet.
Innerhalb der Art werden neben der Nominatform keine Unterarten unterschieden.

## Status, Bedrohung und Schutz
Der Smith-Blindmull wird von der International Union for Conservation of Nature and Natural Resources (IUCN) als nicht gefährdet (least concern) gelistet. Begründet wird dies durch das große Verbreitungsgebiet und das häufige Vorkommen der Art. Potenzielle bestandsgefährdende Risiken sind nicht vorhanden.

## Belege
1. 1 2 3 4 5 6 7 8 9 10  Andrew T. Smith: Smith's Zokor. In: Andrew T. Smith, Yan Xie: A Guide to the Mammals of China. Princeton University Press, Princeton NJ 2008, ISBN 978-0-691-09984-2, S. 210–211.
2. 1 2 3 4 5  Eospalax smithii in der Roten Liste gefährdeter Arten der IUCN 2017.3. Eingestellt von: A.T. Smith, C.H. Johnston, 2008. Abgerufen am 21. Dezember 2017.
3. ↑  Eospalax smithii. In: Don E. Wilson, DeeAnn M. Reeder (Hrsg.): Mammal Species of the World. A taxonomic and geographic Reference. 2 Bände. 3. Auflage. Johns Hopkins University Press, Baltimore MD 2005, ISBN 0-8018-8221-4.
4. ↑  Bo Beolens, Michael Grayson, Michael Watkins: The Eponym Dictionary of Mammals. Johns Hopkins University Press, 2009; S. 383; ISBN 978-0-8018-9304-9.